# Poder Popular (Georgia)
Poder Popular (en georgiano: ხალხის ძალა) es un partido político de derechas en Georgia fundado por los diputados Sozar Subari, Míjeil Kavelashvili y Dimitri Jundadze al separarse del Sueño Georgiano.

## Historia
El movimiento fue fundado el 2 de agosto de 2022 por los diputados georgianos Sozar Subari, Míjeil Kavelashvili y Dimitri Jundadze, que habían abandonado Sueño Georgiano el 28 de junio por desacuerdos en cuestiones tácticas, pero seguían estando de acuerdo en los valores fundamentales. Los líderes del movimiento dijeron que querían hablar más directamente sobre "la verdad que se esconde tras bambalinas de la política georgiana", como la participación occidental en ella y que afirmaron que el movimiento seguiría alineado con el partido Sueño Georgiano en el Parlamento. En octubre de 2022, nueve diputados ya se habían unido al movimiento, privando al Sueño Georgiano de su mayoría parlamentaria.
El 29 de diciembre de 2022, el Poder Popular anunció que presentaría una ley de agentes extranjeros en el Parlamento de Georgia. El proyecto de ley proponía que todas las organizaciones no gubernamentales y los medios de comunicación debían revelar las fuentes de su financiación y registrarse como "agentes de influencia extranjera" si recibían más del 20% de su financiación del extranjero. Esto condujo a las protestas de 2023. La presidenta de Georgia, Salomé Zurabishvili, apoyó a los manifestantes y dijo que vetaría el proyecto de ley y el parlamento terminó retirando el proyecto de ley. Unos meses después, la ley de agentes extranjeros volvió a ser llevada al parlamento, siendo aprobada a por Sueño Georgiano y Poder Popular a pesar de la protestas en las calles.
El 13 de diciembre de 2024, a tan solo un día de las elecciones presidenciales, el secretario general de Poder Popular, Guram Macharashvili, anunció la decisión de su partido de abandonar la mayoría parlamentaría liderada por Sueño Georgiano, para pasar a la oposición y «sentar las bases de una oposición sana que se centre en el progreso del país y no en defender los intereses extranjeros».Durante la campaña electoral, Sueño Georgiano prometió depurar a la oposición prohibiendo "el UNM y sus satélites" con el fin de fomentar una "oposición sana".

## Ideología
El movimiento apoya la limitación de la financiación extranjera a las ONG para frenar la influencia extranjera. Afirma defender la soberanía de Georgia de las influencias externas y ha sido descrito como soberanista.
El movimiento ha criticado notablemente la política exterior de los Estados Unidos en Georgia. En varias cartas públicas, sus miembros han cuestionado la financiación estadounidense a Georgia, diciendo que sólo sirvió para fortalecer los intereses estadounidenses en Georgia a expensas de las instituciones estatales y la soberanía de Georgia. Ha acusado a la Embajada de los Estados Unidos de interferir en los asuntos internos del país y socavar el poder judicial georgiano; a varios partidos políticos georgianos (incluido el Movimiento Nacional Unido) y ONG de ser agentes estadounidenses y también ha acusado a la USAID de "atacar la soberanía de Georgia" y "tratar de subyugar el poder judicial georgiano al control extranjero".
Los miembros del partido han condenado la "propaganda LGBT" en Georgia, que sus miembros consideran que borra la identidad, la conciencia, la fe y las tradiciones georgianas. Poder Popular ha citado a países occidentales, como España y Gran Bretaña, como aquellos en los que "la propaganda LGBT ha resultado en un aumento masivo de personas que se identifican como LGBT". Míjeil Kavelashvili citó a Donald Trump, Viktor Orbán y Recep Tayyip Erdoğan como líderes que se pronuncian en contra de la propaganda LGBT. Dimitri Jundadze ha señalado a Estados Unidos como promotor de la propaganda LGBT en Georgia y ha citado el desfile del orgullo como propaganda LGBT.

## Resultados electorales

### Elecciones locales
| Elección | Votos | % | Representantes | +/–   |
| -------- | ----- | - | -------------- | ----- |
| 2021     | -     | - | 27/2068        | Nuevo |